# Dyskografia Ewy Demarczyk
Dyskografia Ewy Demarczyk – polskiej wokalistki wykonującej repertuar z gatunku poezji śpiewanej, składa się z trzech albumów studyjnych, jednego albumu kompilacyjnego, pięciu singli oraz trzech pocztówek dźwiękowych.
Debiutancki album wokalistki – Ewa Demarczyk śpiewa piosenki Zygmunta Koniecznego – został wydany w 1967. Według danych pochodzących z oficjalnej strony internetowej wokalistki album sprzedał się w Polsce w nakładzie ponad 100 000 egzemplarzy, uzyskując status platynowej płyty. Z albumu pochodzą m.in. utwory „Karuzela z madonnami”, „Czarne anioły” oraz „Taki pejzaż”, za których wykonanie piosenkarka otrzymała nagrodę główną na I Krajowym Festiwalu Piosenki Polskiej w Opolu.
Drugi studyjny album wokalistki zatytułowany Ewa Demarczyk został wydany przez rosyjską wytwórnię płytową Miełodija w 1975, wyłącznie na terenie Związku Socjalistycznych Republik Radzieckich. Łączną sprzedaż albumu szacuje się na ponad 17 milionów egzemplarzy.
W 1979 wydano do tej pory ostatni, trzeci album piosenkarki Live. Album oryginalnie ukazał się jako podwójny longplay, uzyskując status złotej płyty za sprzedaż ponad 100 tysięcy egzemplarzy w Polsce. Wydawnictwo zawiera kompozycje śpiewane przez wokalistkę w wielu językach, m.in. w j. polskim, niemieckim, francuskim, rosyjskim i hiszpańskim.
W 2011, nakładem wytwórni płytowej Luna Music wydano tribute album poświęcony Ewie Demarczyk, zatytułowany Anioły w kolorze: Piosenki z repertuaru Ewy Demarczyk. W hołdzie dla wokalistki zaśpiewały m.in. Justyna Steczkowska, Maja Kleszcz i Kinga Preis.

## Albumy studyjne
| Rok                                                     | Dane dot. albumu                                                                                                 | Pozycje na listach | Uwagi |
| Rok                                                     | Dane dot. albumu                                                                                                 | POL                | Uwagi |
| ------------------------------------------------------- | --- | ------------------ | --- |
| 1967                                                    | Ewa Demarczyk śpiewa piosenki Zygmunta Koniecznego - Wydany: 24 lutego 1967 - Wytwórnia: Polskie Nagrania „Muza” | 31                 | - Album uzyskał status platynowej płyty w Polsce za sprzedaż ponad 100 tysięcy egzemplarzy. - Album uzyskał status 3× platynowej płyty w Polsce przyznany przez ZPAV. - Reedycja albumu ukazała się w 1999. |
| 1975                                                    | Ewa Demarczyk (ros. Эва Дэмарчик) - Wydany: 1975 - Wytwórnia: Miełodija                                          | 25                 | - Wydawnictwo ukazało się na terenie ZSRR, uzyskując sprzedaż ponad 17 milionów egzemplarzy. - Reedycja albumu ukazała się w 2008. - Kolejna reedycja pod tytułem Grande Valse Brilante ukazała się w 2015. |
| 1979                                                    | Live - Wydany: 16 grudnia 1979 - Wytwórnia: Wifon                                                                | –                  | - Album uzyskał status złotej płyty w Polsce za sprzedaż ponad 100 tysięcy egzemplarzy. - Reedycje albumu ukazały się w 1982, 1985, 1997 oraz 2004.                                                         |
| „–” oznacza, że album nie był notowany na danej liście. | |                    | |

## Kompilacje
| Rok  | Album                                                                                           | Utwory | Źródło |
| ---- | ----------------------------------------------------------------------------------------------- | --- | ------ |
| 2000 | Złote przeboje polskiej muzyki rozrywkowej. Ewa Demarczyk - Wydany: 2000 - Wytwórnia: Andromeda | - „Karuzela z madonnami” - „Garbus” - „Tomaszów” - „Grande Valse Brillante” - „Jaki śmieszny” - „Taki pejzaż” - „Wiersze Baczyńskiego” - „Pocałunki” - „Czarne anioły” - „Groszki i róże” - „Deszcze” | [ 14 ] |

## Single
| Rok  | Tytuł | Źródło |
| ---- | --- | ------ |
| 1963 | „Karuzela z madonnami” / „Czarne anioły” / „Taki pejzaż”                                                                       | [ 1 ]  |
| 1964 | „Grande Valse Brillante” | [ 15 ] |
| 1968 | „Grande Valse Brillante” / „Tomaszów”                                                                                          | [ 16 ] |
| 1974 | „Groszki i róże” / „Sur le pont d’Avignon” / „Jaki śmieszny” (ros. „Горошек и розы” / „На мосту в Авиньоне” / „Такой смешной”) | [ 17 ] |
| 1974 | „Cyganka” / „Zmory wiosenne”                                                                                                   | [ 18 ] |

## Pocztówki dźwiękowe
| Rok  | Tytuł                    | Źródło |
| ---- | ------------------------ | ------ |
| 1964 | „Grande Valse Brillante” | [ 19 ] |
| 1974 | „Cyganka zielonooka”     | [ 20 ] |
| 1974 | „Zmory wiosenne”         | [ 21 ] |

## Kompilacje różnych wykonawców
| Rok  | Album                                                                                                | Utwory | Źródło |
| ---- | --- | --- | ------ |
| 1968 | Wszystkim, którzy kochają piosenki (ros. Всем, кто любит песню)                                      | - „Kwiaty w moim ogrodzie” (ros. „Цветы в моем саду”)                                                                         | [ 23 ] |
| 1974 | Komu piosenkę – Przeboje 30-lecia                                                                    | - „Groszki i róże” | [ 24 ] |
| 1975 | Przeboje festiwali sopockich                                                                         | - „Grande Valse Brillante” | [ 25 ] |
| 1980 | Warszawa – Moskwa (ros. Варшава – Москва)                                                            | - „Groszki i róże” (ros. „Горошек и розы”)                                                                                    | [ 26 ] |
| 1984 | Przeboje 40-lecia vol.2                                                                              | - „Grande Valse Brillante” | [ 27 ] |
| 1986 | Warszawa – Moskwie, Moskwa – Warszawie                                                               | - „Groszki i róże” | [ 28 ] |
| 1986 | Piwnica Pod Baranami 1963 – 1968                                                                     | - „Tomaszów” - „Sur le pont d’Avignon” - „Rebeka” - „Puchowy śniegu tren” - „Karuzela z madonnami” - „Grande Valse Brillante” | [ 29 ] |
| 1989 | Warszawskie dzieci – 1 sierpień 1944                                                                 | - „Wiersze Baczyńskiego” | [ 31 ] |
| 1998 | Złote Przeboje Opola Cz. 2                                                                           | - „Karuzela z madonnami” | [ 32 ] |
| 1998 | Machina i synowie – Sentymentalny podział kraju czyli 10 województw, 6 powiatów i jedna wielka gmina | - „Tomaszów” | [ 33 ] |
| 1998 | O!Polskie piosenki                                                                                   | - „Karuzela z madonnami” | [ 34 ] |
| 2001 | Złote przeboje – Naj... z naj                                                                        | - „Karuzela z madonnami” | [ 35 ] |

## Wideo
| Rok  | Tytuł         | Utwory | Uwagi |
| ---- | ------------- | --- | --- |
| 1970 | Ewa Demarczyk | - „Cyganka” - „Karuzela z madonnami” - „Garbus” - „Tomaszów” - „Pocałunki” - „Grande Valse Brillante” - „Taki pejzaż” - „Groszki i róże” | - Zapis koncertu piosenkarki na tle scenografii do filmu Jana Laskowskiego Bolesław Śmiały. - Wokalistka wykonała 8 utworów. - Film dostępny był jedynie na antenie Telewizji Polskiej. |

## Piosenki wykorzystane w filmie
| Rok  | Film    | Utwór                  | Źródło |
| ---- | ------- | ---------------------- | ------ |
| 1966 | Bariera | „Z ręką na gardle”     | [ 37 ] |
| 1969 | Zbyszek | „Wiersze Baczyńskiego” | [ 38 ] |
| 2011 | Klajmax | „Tomaszów”             | [ 38 ] |

## Lista utworów Ewy Demarczyk
Alfabetyczny spis wszystkich piosenek z repertuaru Ewy Demarczyk.
| Tytuł utworu                                               | Autor tekstu (tytuł oryginalny)                                                                                                  | Kompozytor                      |
| ---------------------------------------------------------- | --- | ------------------------------- |
| „Am Sonntagnachmittag” [W niedzielne popołudnie]           | Stanisław Baliński („Niedziela”, spopularyzowany pt. „Jaka szkoda”)                                                              | Leszek Długosz                  |
| „Babuni”                                                   | Marina Cwietajewa („Бабушкe”) | Andrzej Zarycki                 |
| „Ballada o cudownych narodzinach Bolesława Krzywoustego”   | Gall Anonim („Cudowne narodziny Bolesława Krzywoustego”)                                                                         | Andrzej Zarycki                 |
| „Canción de las voces serenas” [Pieśń spokojnych głosów]   | Jaime Torres Bodet | Andrzej Zarycki                 |
| „Con venti quatro milla bachi” [Z 24 tysiącami pocałunków] | Piero Vivarelli, Lucio Fulci | Adriano Celentano               |
| „Cyganka”                                                  | Osip Mandelsztam („Brnąłem wieczoru wczorajszego”)                                                                               | Andrzej Zarycki                 |
| „Czarne anioły”                                            | Wiesław Dymny | Zygmunt Konieczny               |
| „Czerwonym blaskiem otoczona”                              | Stanisław Ratold („Ostatnie tango”)                                                                                              | Andrzej Zarycki                 |
| „Dans bien longtemps” [Przez długi czas]                   | Robert Desnos | Andrzej Zarycki                 |
| „Der Herbst des Einsamen” [Samotna jesień]                 | Georg Trakl | Andrzej Zarycki                 |
| „Deszcze”                                                  | Krzysztof Kamil Baczyński | Zygmunt Konieczny               |
| „Don Juan”                                                 | Marina Cwietajewa | Andrzej Zarycki                 |
| „Folguj szczątkom swej młodości”                           | Rémy Belleau („Z bukietem w Środę Popielcową danym”)                                                                             | Andrzej Zarycki                 |
| „Garbus”                                                   | Bolesław Leśmian | Zygmunt Konieczny               |
| „Grande Valse Brillante”                                   | Julian Tuwim („Kwiaty polskie”,rozdz. I, cz. VI)                                                                                 | Zygmunt Konieczny               |
| „Groszki i róże”                                           | Julian Kacper („Groszki”), Henryk Rostworowski („Róże”)                                                                          | Zygmunt Konieczny               |
| „Il était une feuille” [Był sobie liść]                    | Robert Desnos | Andrzej Zarycki                 |
| „Imię twe”                                                 | Marina Cwietajewa („Wiersze do Błoka”)                                                                                           | Andrzej Zarycki                 |
| „Jaki śmieszny jesteś”                                     | Wincenty Faber | Zygmunt Konieczny               |
| „Karuzela z madonnami”                                     | Miron Białoszewski | Zygmunt Konieczny               |
| „Kląskały słodko słowiki”                                  | Joanna Olczak-Ronikier | Andrzej Zarycki                 |
| "Kupcie szczeniaka"                                        | Tadeusz Śliwiak | Lucjan Kaszycki                 |
| „Musik im Mirabell” [Muzyka w Mirabell]                    | Georg Trakl | Andrzej Zarycki                 |
| „Nähe des Geliebten” [Bliskość ukochanego]                 | Johann Wolfgang von Goethe | Andrzej Zarycki                 |
| "Nie jestem głupia"                                        | Andrzej Bianusz | Marek Sart                      |
| „Nie ma nas”                                               | Leszek Długosz („Ćwierćpiosenka”)                                                                                                | Andrzej Zarycki Andrzej Zarycki |
| „Nieśmiertelniki”                                          | Bronisława Ostrowska („Pierwiosnki”, „Nieśmiertelniki”, „A kiedy ćmy wieczorem”)                                                 | Andrzej Zarycki Andrzej Zarycki |
| „O czemu pan”                                              | Agnieszka Osiecka | Zygmunt Konieczny               |
| „Opuszczony dom”                                           | Wiesław Dymny | Adam Nowak                      |
| „Osjan”                                                    | Bolesław Leśmian („Jam nie Osjan…”)                                                                                              | Zygmunt Konieczny               |
| „Palma sola” [Samotna palma]                               | Nicolás Guillén | Andrzej Zarycki                 |
| „Panna Śnieżna”                                            | Andriej Bieły | Andrzej Zarycki                 |
| „Pieśń nad Pieśniami”                                      | Król Salomon („Pieśni nad Pieśniami Salomona”)                                                                                   | Andrzej Zarycki                 |
| „Piosenka pod choinkę”                                     | Leszek Długosz | Andrzej Zarycki                 |
| „Pocałunki”                                                | Maria Pawlikowska-Jasnorzewska („Miłość” z tomu „Wachlarz”, „Miłość” z tomu „Pocałunki”, „Fotografia”); Blaise Cendrars („List”) | Zygmunt Konieczny               |
| „Pokochaj mnie”                                            | Emanuel Schlechter | Robert Stolz                    |
| „Przychodzimy, odchodzimy”                                 | Janusz Jęczmyk („Prowizoryczni”)                                                                                                 | Zygmunt Konieczny               |
| „Psalmen für den Hausgebrauch” [Psalmy na użytek domowy]   | Tadeusz Nowak („Zapytali czemu” z cyklu „Psalmy na użytek domowy”)                                                               | Andrzej Zarycki                 |
| „Psalm Dawida”                                             | Dawid („Psalm 96”) | Stanisław Radwan                |
| „Puchowy śniegu tren”                                      | Andrzej Włast („Śnieg”) | Pierre Arezzo                   |
| „Purpurowe ciepłe słońce”                                  | Tadeusz Miciński („Izis”) | Andrzej Zarycki                 |
| „Rebeka”                                                   | Andrzej Włast | Zygmunt Białostocki             |
| „Ronda del fuego” [Krąg ognia]                             | Gabriela Mistral | Andrzej Zarycki                 |
| „Samotność”                                                | Bolesław Leśmian („Nad ranem”); Rainer Maria Rilke („Samotność jest jak deszcz”)                                                 | Andrzej Zarycki                 |
| „Schattengetränk” [Napój cienisty]                         | Bolesław Leśmian („Samotność” z tomu „Napój cienisty”)                                                                           | Andrzej Zarycki                 |
| „Skrzypek Hercowicz”                                       | Osip Mandelsztam („Był sobie skrzypek Hercowicz”)                                                                                | Andrzej Zarycki                 |
| „Słowiki”                                                  | Joanna Olczak-Ronikier | Andrzej Zarycki                 |
| „Smutna, niedokończona historia – Laura i on”              | Michaił Lermontow | Krzysztof Litwin                |
| „Stary Cygan”                                              | Julian Tuwim (pseud. Jan Wim) | Andrzej Zarycki                 |
| „Sur le pont d’Avignon”                                    | Krzysztof Kamil Baczyński | Andrzej Zarycki                 |
| „Szewczyk”                                                 | Bolesław Leśmian | Jerzy Wysocki                   |
| „Taki pejzaż”                                              | Andrzej Szmidt | Zygmunt Konieczny               |
| „Time long past” [Dawno miniony czas]                      | Percy Bysshe Shelley | Andrzej Zarycki                 |
| „Tomaszów”                                                 | Julian Tuwim („Przy okragłym stole”)                                                                                             | Zygmunt Konieczny               |
| „Wiersze wojenne”                                          | Krzysztof Kamil Baczyński („Niebo złote ci otworzę”, „Pioseneczka”, „Gdy za powietrza zasłoną”, „Z lasu”)                        | Zygmunt Konieczny               |
| „Wiosenna noc w Starym Krakowie”                           | Franciszek Serwatka | Franciszek Serwatka             |
| „Z ręką na gardle”                                         | Jerzy Skolimowski | Krzysztof Komeda                |
| „Zbyt młodam”                                              | Robert Burns („Zbyt młodam by wyjść za mąż”)                                                                                     | Andrzej Zarycki                 |
| „Zmory wiosenne”                                           | Bolesław Leśnian | Andrzej Zarycki                 |
| „Znowu gwiazdy”                                            | ? | ?                               |
| „Życie szare”                                              | Anna Achmatowa („O życie szare …”)                                                                                               | Andrzej Zarycki                 |

## Albumy tribute
| Rok  | Dane dot. albumu                                                                                             | Źródło |
| ---- | --- | ------ |
| 2011 | Anioły w kolorze: Piosenki z repertuaru Ewy Demarczyk - Wydany: 28 października 2011 - Wytwórnia: Luna Music | [ 42 ] |